# جواو مونتيرو
جواو مونتيرو (بالبرتغالية: João Monteiro) هو لاعب كرة قدم برتغالي، ولد في 7 مايو 2001 في فيلا نوا دغايا في البرتغال. لعب مع نادي بيلينينسيس.

## وصلات خارجية
- جواو مونتيرو على موقع قاعدة بيانات كرة القدم.إي يو (الإنجليزية)
- جواو مونتيرو على موقع Soccerway.com (الإنجليزية)